# Tamayo (Repubblica Dominicana)
Tamayo è un comune della Repubblica Dominicana di 23.294 abitanti, situato nella Provincia di Baoruco. Comprende, oltre al capoluogo, sei distretti municipali: Uvilla, Santana, Monserrat, Cabeza de Toro, Mena e Santa Bárbara el 6.